# Uno Wallentin
August Uno Walter Wallentin (* 15. April 1905 in Göteborg; † 8. Oktober 1954 in Norrköping) war ein schwedischer Segler.

## Erfolge

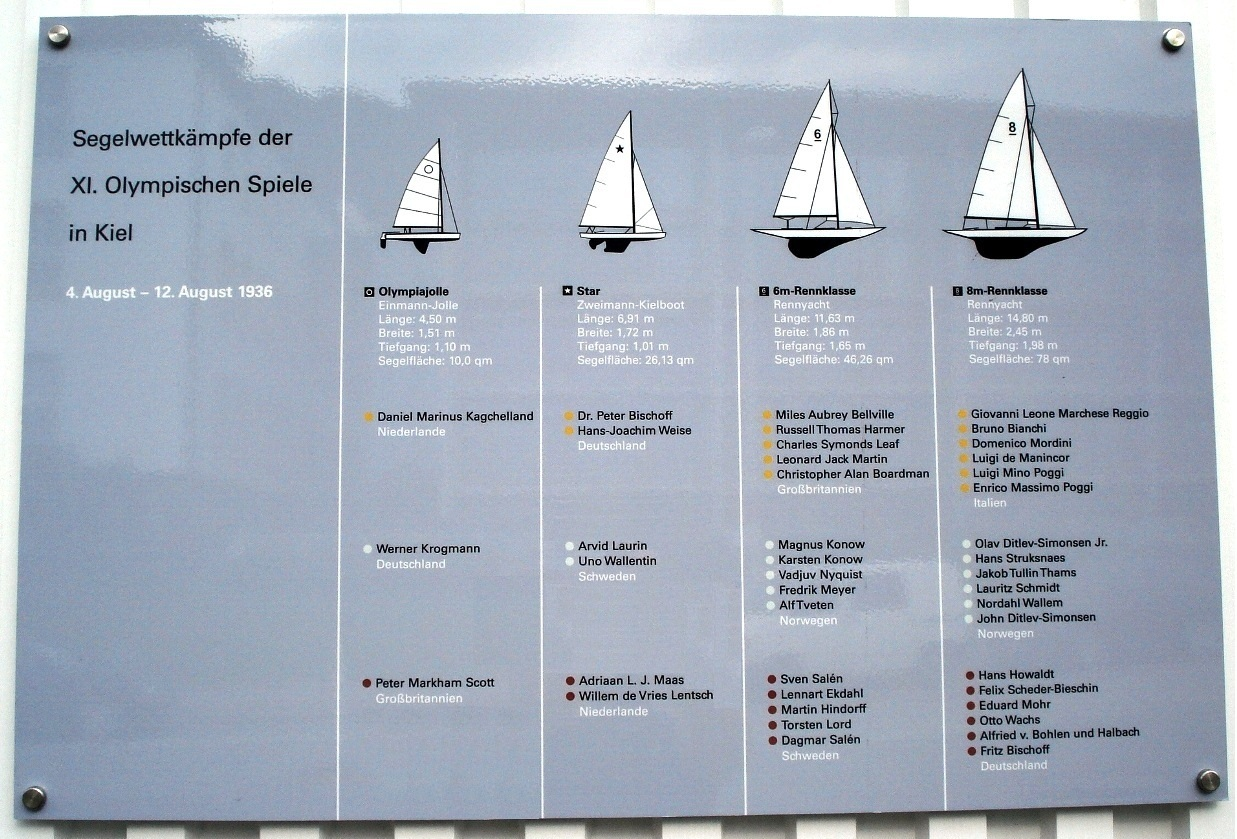
Informationstafel mit den Ergebnissen der olympischen Segelwettbewerbe 1936 am Tor zum Sportboothafen Düsternbrook in Kiel, dem damaligen „Olympiahafen Düsternbrook“

Uno Wallentin nahm an den Olympischen Spielen 1936 in Berlin mit Arvid Laurin in der Bootsklasse Star teil. Mit ihrem Boot Sunshine erzielten sie 64 Gesamtpunkte und schlossen die Regatta, die vor dem Olympiahafen Düsternbrook in Kiel stattfand, einen Punkt vor den drittplatzierten Niederländern auf dem zweiten Platz ab. Hinter den Olympiasiegern Peter Bischoff und Hans-Joachim Weise aus Deutschland erhielten sie somit die Silbermedaille.